# Tollywood
Tollywood és el sector del cinema de l'Índia dedicat a la producció de pel·lícules en telugu, una llengua parlada als estats d'Andhra Pradesh i Telangana. Amb seu al barri de Film Nagar (anomenat també Tollywood) de la ciutat d'Hyderabad, a partir del 2021 el cinema telugu va ser la indústria cinematogràfica més gran de l'Índia per ingressos de taquilla, i les pel·lícules telugus van vendre 23,3 milions d'entrades el 2022. El 2023 Andhra Pradesh va assolir el nombre més alt de pantalles de cinema a l'Índia.
Des de 1909, el cineasta Raghupathi Venkaiah Naidu es va dedicar a la producció de curtmetratges i a exhibir-los a diferents regions del sud d'Àsia, i va obrir les primeres sales de cinema de propietat índia al sud de l'Índia. El 1921 va produir la pel·lícula muda Bhishma Pratigna, considerada generalment com el primer llargmetratge telugu. Com a primer productor i exhibidor de cinema telugu, Naidu és considerat el «pare del cinema telugu». La primera pel·lícula de parla telugu, Bhakta Prahlada (1932), va ser dirigida per H. M. Reddy. Les dècades de 1950 i 1960 es consideren l'època daurada del cinema telugu, amb una qualitat de producció millorada, cineastes influents i estudis notables, donant lloc a una varietat de pel·lícules que van ser alhora aclamades pel públic i per la crítica.
La indústria, amb seu inicialment a Madràs, va començar a traslladar-se a Hyderabad a la dècada de 1970, completant el trànsit a la dècada de 1990. Aquest període també va veure l'augment de pel·lícules comercials impulsades per estrelles, els avenços tecnològics i el desenvolupament d'estudis importants com Ramoji Film City, que ostenta el Guinness World Record com el complex d'estudis de cinema més gran del món. La dècada de 2010 va marcar un període significatiu per al cinema telugu, ja que va aparèixer com un pioner del moviment cinematogràfic panindi, ampliant la seva audiència a l'Índia i internacionalment. Baahubali 2 (2017) va guanyar el premi Saturn a la millor pel·lícula internacional, i RRR (2022) es va convertir en el primer llargmetratge indi a guanyar un Oscar, rebent diversos reconeixements internacionals, inclòs un premi de la Critica Cinematogràfica a la millor pel·lícula en llengua estrangera i un premi Globus d'Or. Kalki 2898 AD (2024) és la pel·lícula índia més cara que s'ha fet mai.
Des dels seus inicis, el cinema telugu ha estat reconegut com a productor de pel·lícules sobre mitologia hindú. Avui dia, també destaca pels avenços en els efectes visuals i la cinematografia, fet que la converteix en una de les indústries més sofisticades del cinema indi. El cinema telugu ha produït algunes de les pel·lícules més cares i més taquilleres de l'Índia, com Baahubali 2 (2017). Al llarg dels anys, els cineastes telugus també s'han aventurat amb el cinema d'art i assaig. Pel·lícules com Daasi (1988), Thilaadanam (2000) i Vanaja (2006), entre d'altres, van rebre elogis en els principals festivals internacionals de cinema com Venècia, Berlín, Karlovy Vary, Moscou i Busan.